# Strange Bargain
Strange Bargain è un film statunitense del 1949 diretto da Will Price.
È un film noir basato su un romanzo di J.H. Wallis con protagonisti Martha Scott, Jeffrey Lynn e Harry Morgan.

## Trama
L’azienda per cui lavora è in bancarotta e perciò Sam Wilson scopre di star perdendo l'impiego. Il suo capo, Malcolm Jarvis, gli fa una strana proposta: intende suicidarsi, ma vuole che Sam faccia sembrare la sua morte un omicidio, in modo che la moglie Edna e il figlio Sydney possano incassare la sua polizza vita.
Sam rifiuta, ma quando rinviene il cadavere di Jarvis decide a malincuore di realizzare il piano. Il defunto gli ha lasciato una busta con 10.000 dollari: Sam la nasconde perché sua moglie Georgia non ne venga a conoscenza e poi getta via l'arma di Jarvis, in modo da non far rilevare le sue impronte, allo scopo di non far rivelare il suicidio.
Nel corso delle indagini il tenente Webb della polizia sospetta dell’omicidio il socio in affari di Jarvis, Timothy Hearne. Nel frattempo, Sam, spinto dai rimorsi di coscienza, incontra Edna Jarvis per confessare il proprio ruolo nella morte del marito. Ma Edna rivela che è stata lei ad assassinare suo marito e per evitare l’arresto tenta di uccidere anche Sam. Il secondo omicidio viene impedito dall’intervento tempestivo del tenente Webb.

## Produzione
Il film, diretto da Will Price su una sceneggiatura di Lillie Hayward con il soggetto di J.H. Wallis (autore del romanzo), fu prodotto da RKO Radio Pictures.

## Distribuzione
Il film fu distribuito negli Stati Uniti nel 1949 e dalla C&C Television Corporation in televisione nel 1955.
Alcune delle uscite internazionali sono state:
- negli Stati Uniti il 29 settembre 1949 (New York)
- negli Stati Uniti il 5 novembre 1949
- in Svezia il 21 agosto 1950 (Dödskontraktet)
- in Portogallo il 29 giugno 1951 (Estranha Encomenda)

## Curiosità
Alcune scene di questo film sono state riprese nell'episodio 21 della stagione 3 del telefilm La signora in giallo, intitolato "Dimenticare il passato" (titolo originale: The Days Dwindle Down). I flashback dell'episodio sono le scene in cui recitavano Martha Scott, Jeffrey Lynn e Harry Morgan. I tre attori hanno ripreso il ruolo quasi quarant'anni dopo per la serie televisiva. Poiché l'attrice che era stata Edna Jarvis nel film, Katherine Emery, era morta nel 1980, la produzione ridusse al minimo la sua parte e ingaggiò Gloria Stuart per interpretarla.